# Ascension of Terror
Ascension of Terror är det norska black metal-bandet Aeternus fjärde studioalbum, utgivet 2001 av skivbolaget Hammerheart Records.

## Låtlista
1. "Possessed by the Serpents Vengeance" – 6:09
2. "Slaying the Lambs" – 4:56
3. "Ascension of Terror" – 4:58
4. "The Essence of the Elder" – 4:08
5. "Warlust" – 4:41
6. "Wrath of a Warlord" – 3:30
7. "Burning the Shroud" – 4:17
8. "Denial of Salvation" – 7:19
9. "The Lair of Anubis" – 3:55

- Alla låtar skrivna av Aeternus.

## Medverkande
Musiker (Aeternus-medlemmar)
- Ares (Ronny Brandt Hovland) – sång, gitarr
- Radek (Radomir Michael Nemec) – gitarr
- Erik (Erik Hæggernes) – trummor

Bidragande musiker
- Morrigan (Nicola Trier) – basgitarr

Produktion
- Pytten (Eirik Hundvin) – producent, ljudtekniker, ljudmix
- Herbrand Larsen – ljudtekniker, ljudmix, producent
- Ares – ljudmix
- Vrolok – ljudmix
- Kristian Nordeide – logo
- Christian Mische – foto

### Fotnoter
1. ↑  Ascension of Terror på discogs.com